# Benedetto Lomellini
Benedetto Lomellini (Gênova, 1517 - Roma, 24 de julho de 1579) foi um cardeal do século XVII

## Biografia
Nasceu em Gênova em 1517. De família nobre e opulenta. Filho de David Lomellini e Bianca Centurione. Outro cardeal da família foi Giovanni Girolamo Lomellini (1652).
Obteve o doutorado em direito em Roma..
Pratique como advogado. Clérigo de Gênova. Referendário dos Tribunais da Assinatura Apostólica de Justiça e de Graça. Abreviator de parco maiori , 27 de setembro de 1543. Secretário apostólico, 1º de dezembro de 1551. Prelado doméstico de Sua Santidade. Clérigo da Câmara Apostólica, 27 de julho de 1562. Prefeito da Annona , 13 de novembro de 1562. Acompanhou o cardeal Carlo Carafa em sua legação perante o rei Felipe II da Espanha na Flandres..
Criado cardeal diácono no consistório de 12 de março de 1565; recebeu o barrete vermelho e a diaconia de S. Maria in Aquiro, em 15 de maio de 1565..
Eleito bispo de Ventimiglia, 6 de julho de 1565. Transferido para a sé de Luni-Sarzana, 7 de setembro de 1565. Optou pelo título de S. Sabina, 7 de setembro de 1565. Consagrado, domingo, 21 de novembro de 1565, igreja de S. Pietro in Montorio, pelo Cardeal Clemente Dolera, OFMObs., assistido por Giorlamo Melchior, bispo de Macerata, e por Carlo Cicada, bispo de Albenga. Participou do conclave de 1565-1566, que elegeu o Papa Pio V. Legado em Campagna e Marittima, 1571. Transferido para a sé de Anagni, 17 de março de 1572. Participou do conclave de 1572, que elegeu o Papa Gregório XIII..
Morreu em Roma em Sexta-feira, 24 de julho de 1579, às 4h. Sepultado na igreja de S. Gregorio al Monte Celio (2) , Roma.